# Криттенден, Томас
Томас Леонидас Криттенден (англ. Thomas Leonidas Crittenden; 15 мая 1819 — 23 октября 1893) — американский юрист, политик и генерал армии Союза во время гражданской войны в США.

## Ранние годы
Криттенден родился в Расселвилле, штат Кентукки, и был сыном сенатора Джона Джордана Криттендена (1787—1863) и Сары Александр Ли (1793—1824). Приходился младшим братом будущему генералу Конфедерации  Джорджу Криттендену, а также двоюродным братом генерала Томаса Терпина Криттендена. Он женился на Кэтрин Тодд, дочери второй жены своего отца. Их сын, Джон Джордан Криттенден III, служил в американской армии и погиб вместе с Джорджем Кастером в сражении при Литл-Бигхорне в 1876 году.
Криттенден был практикующим юристом, а во время мексиканской войны служил в армии США поручиком при генерале Закари Тейлоре, а также подполковником 3-го кентуккийского волонтерского пехотного полка. После войны служил американским консулом в Ливерпуле.

## Гражданская война
После начала гражданской война Кентукки объявил о нейтралитете. Криттенден и его отец остались сторонниками Союза, а его старший брат Джордж вступил в армию Конфедерации. Криттенден являлся генерал-майором кентуккийской гвардии с 1860 года, а 27 октября 1861 он стал бригадным генералом добровольческой армии и стал командовать 5-й дивизией Огайской Армии. В роли командира дивизии он принял участие в сражении при Шайло в 1862 году. После Шайло ему присвоили звание генерал-майора волонтеров и он стал командовать Вторым Корпусом Огайской армии. В этой роли он участвовал в сражении при Перревилле, хотя его части всерьез задействованы не были.
Когда командование армией принял Уильям Роузкранс, он переименовал её в Камберлендскую армию, которая теперь состояла из трех «крыльев». Левое крыло было поручено Криттендену и он командовал им в сражении при Стоун-Ривер. Позже, в 1867 году, ему присвоят временное звание бригадного генерала регулярной армии за Стоун-Ривер.
После сражения Камберлендская армия была реорганизована, и «крыло» Криттендена превратилось в XXI корпус Камберлендской армии. Во главе этого корпуса Криттенден прошел Туллахомскую кампанию, и в сентябре 1863 года принял участие в сражении при Чикамоге. 

### Чикамогская кампания
Перед сражением его корпус насчитывал 14 660 человек и состоял из дивизий Томаса Вуда, Джона Палмера и Горацио фон Клеве. На второй день сражения корпус Криттендена удерживал правый фланг армии. Генерал Вуд получил в обход Криттендена ошибочный приказ о передислокации, что привело к образованию разрыва в оборонительной линии и как следствие — к поражению во время последовавшей атаки противника. Главнокомандующий Роузкранс обвинил в поражении корпусных командиров Криттендена и МакКука, что фактически стало концом их военной карьеры.

### Оверлендская кампания
Когда в сражении при Спотсильвейни погиб Томас Стивенсон, командир 1-й дивизии IX корпуса, командованию срочно потребовался новый командир и 12 мая 1864 на эту должность был назначен Криттенден. Вместе с дивизией он принял участие в сражении на Норт-Анне, где дивизия действовала не очень удачно в основном по вине бригадного генерала Ледли. Через неделю Криттенден участвовал в сражении при Колд-Харборе, но уже 9-го июня подал в отставку и был заменен генералом Ледли.

## Послевоенная деятельность
После войны Криттенден служил казначеем штата Кентукки, потом был зачислен в регулярную армию в звании полковника и вскоре временно повышен до бригадного генерала. В 1881 году он ушел в отставку. Он умер в Аннадейле под Нью-Йорком и был похоронен во Франкфорте, Кентукки.